# Xã Hegton, Quận Grand Forks, Bắc Dakota
Xã Hegton (tiếng Anh: Hegton Township) là một xã thuộc quận Grand Forks, tiểu bang Bắc Dakota, Hoa Kỳ. Năm 2010, dân số của xã này là 204 người.